# Девташлари край Плиска
Девташларите край Плиска представляват големи необработени изправени каменни блокове, подредени на групи в полето край Плиска извън границите на дворцовия комплекс. Намират се в полето на няколко големи групи в югоизточна, южна и най-вече в югозападна посока достигащи до древното селище Кабиюк. По-голямата част от каменните блокове са преместени и унищожени, а земята освободена за селскостопанска обработка.

## История на откриването и проучването
През 1884 г. Константин Иречек описва две групи девташлари край Плиска. През 1905 г. те са проучени и описани от Карел Шкорпил. През 1929 г. Геза Фехер пише за „огромните каменни групи“ при външния окоп на Плиска, тогава все още наричана Абоба. По-късни проучвания тук са провеждани от Станчо Ваклинов и Рашо Рашев.

## Описание
Девташларите представляват неодялани каменни блокове с височина до 1,5 m., формирани са в различни геометрични форми и са ориентирани спрямо четирите посоки на света. Върху някои от тях, предимно върху вкопаната в земята част, са изрязани рунически знаци. При разкопки най-често откъм източната им страна са открити кости от кон, говедо, овца и дива свиня, звънчета, нож, токи. Камъните са подредени в редове и във всеки ред има по толкова камъни, колкото са редовете, но винаги нечетен брой – 5, 7 или 9. Така каменните блокове образуват правоъгълник, чиито страни са ориентирани към посоките на света. Разпръснатостта им е до голяма степен случайност. В миналото вероятно те са опасвали равномерно Плиска, но поради това, че част от полето се е ползвало за обработваема земя, девташларите са били изровени, а до днес са останали само тези, които са били побити в земи, които не са използвани за обработка. Известни са 33 групи като от тях 8 се намират на изток от двореца, 7 са на юг от него, а на запад са най-много – 18. На север от двореца не са открити каменни блокове.
Под девташларите не са открити следи от погребения на хора.

## Предназначение
Според Станчо Ваклинов каменните блокове представляват символични надгробни паметници на загинали прабългарски войни, които не се завръщат по родните си места. Според Рашо Рашев това са прабългарски възпоменателни паметници. Като потвърждение на това твърдение е и факта, че по-голямата част от западната група са подредени край пътя от Плиска към западния землен лагер на могилата Кабиюк.
Според Геза Фехер девташларите представляват прабългарски надгробни паметници като подкрепя твърдението си с факта, че тюрките имали обичай да нареждат до гроба на починалия камъни, които символизират убитите от покойника неприятели. Смятало се, че убитите неприятели ще бъдат слуги на войните в задгробния живот. Твърдението му обаче не е подкрепено с открити погребения под или около девташларите.
Според Веселин Бешевлиев този обичай е пренесен от прабългарите от тяхната прародина в Централна Азия, където са разпространени подобни практики свързани с каменни блокове. Павел Георгиев ги сравнява с известните каменни баби или балбали издигнати при тюркските възпоменателни комплекси.

## Опазване и консервация
Групата менхири разположена източно от с. Царев брод е оцеляла до наши дни във вида фотодокументиран от Карел Шкорпил през 1905 г. в документалното приложение към сборника „Абоба-Плиска“. Менхирите са избегнали съдбата на много други, които са били натрошавани за нуждите на строящи се пътища или за поставянето на железопътни релси.
Нито един от тези мегалитни обекти не е запазен изправен в оригинално положение. Някои са цели, а други носят белезите на отчаяни опити да бъдат разрязани на няколко части по дължина, вероятно за да бъдат по-лесно пренесени за използване при други нови градежи, но очевидно тази идея е била изоставена впоследствие. Практиката да се ползват стари градежи за строителен материал е била много популярна в Османската империя, както и през Средновековието. Следите от опитите да бъдат разрязвани личат на фотографиите на Шкорпил, което означава, че тези действия са били осъществени преди 1905 г.